# Hornet (Marvel)
Hornet is een identiteit gebruikt door drie fictieve personages uit de strips van Marvel Comics; een superschurk en twee superhelden. De naam betekent hoornaar.

## Hornet (Scotty McDowell)

### Biografie
Scotty McDowell was een aan een rolstoel gebonden criminoloog die Spider-Woman vaak hielp bij haar werk. Hij werd ontvoerd door de gestoorde wetenschapper Malus, die Scotty injecteerde met een formule bestaande uit menselijk en insecten-DNA. Spider-Woman redde Scotty, die in eerste instantie geen gevolgen leek te ondervinden van de injectie.
Scotty kreeg echter nachtmerries waarin hij Spider-Woman vermoordde. Hij werd wakker met de ontdekking dat hij enorme kracht en insectachtige vleugels had gekregen. Hij kon nu vliegen, maar ironisch genoeg nog steeds niet lopen. Hij kreeg per post een kostuum toegestuurd van Malus. Toen Scotty dit kostuum aantrok, veranderde zijn persoonlijkheid. Hij werd uitermate agressief en chauvinistisch. Hij nam de naam Hornet aan en werd in eerste instantie een held. Hij ontdekte hoe hij bio-elektriciteit kon opwekken en afvuren.
Hornet werd echter steeds roekelozer en begon de mensen die hij wilde helpen juist in gevaar te brengen. Toen hij bijna een paar dieven vermoordde, werd Spider-Woman achter hem aan gestuurd. Hornets krachten bleken echter gelijk aan de hare, en hij hield zich niet in uit angst zijn vriend pijn te doen. Spider-Woman wist hem uiteindelijk te verslaan, en de formule die Malus had toegediend uit Scotty’s lichaam te spoelen. Hierdoor werd Scotty weer zichzelf.

### Krachten
Als Hornet had Scotty bovenmenselijke kracht en insectachtige vleugels. Hij kon met hoge snelheid vliegen. Verder kon hij elektriciteit opwekken en afvuren. Deze elektrische stralen (Hornet Sting zoals hij het noemde) konden een persoon verlammen of zelfs doden.

## Hornet (Peter Parker)

### Biografie
Toen Spider-Man werd beschuldigd van een moord gedurende de Spider-Man: Identity Crisis verhaallijn, nam hij verschillende andere identiteiten aan om zijn heldendaden voort te kunnen zetten. Een van die identiteiten was Hornet. Het Hornet kostuum werd gemaakt door Mary Jane Watson-Parker. Het Hornet-kostuum was voorzien van handschoenen die angels af konden vuren (een ontwerp gebaseerd op Ben Reilly’s wapens) en een harnas met vleugels gemaakt door Hobie Brown, alias de Prowler.
Spider-Man gebruikte het kostuum met succes gedurende een aantal dagen, en werd zelfs in de media een populaire held. Echter, in een gevecht met Vulture werd zijn ware identiteit als Spider-Man ontmaskerd. Hierdoor was Spider-Man gedwongen weer van identiteit te wisselen. Kort daarna zuiverde hij zijn naam en verwierp de Hornet-identiteit voorgoed.

### Krachten
Als toevoeging aan de superkrachten die hij als Spider-Man al had, gaf het Hornet-kostuum Spider-Man de mogelijkheid te vliegen en angels af te vuren.

## Hornet (Eddie McDonough)

### Biografie
Eddie McDonough was een wetenschaps Wiz die het feit dat zijn arm deels was verlamd compenseerde met een gave dingen uit te vinden. Hij kreeg van Black Marvel het Hornet-kostuum en sloot zich aan bij de Slingers. Eddie was in staat het harnas aan te passen zodat het licht genoeg was om te dragen (de versie die Spider-Man had was dermate zwaar dat alleen iemand met bovenmenselijke kracht het kon dragen). Als de nieuw Hornet was Eddie zelfverzekerder dan hij normaal gesproken was. Het pak vergrootte zijn kracht waardoor niemand merkte dat zijn linkerarm zwakker was.
Hornet bevocht mutanten, gangsters en demonen met zijn krachten. Hornet had een oogje op zijn teamgenoot Dusk, maar zij zag meer in Ricochet. Toen bleek dat Black Marvel een deal had gemaakt met Mephisto en zijn ziel inmiddels door Mephisto was gevangen, overtuigde Hornet de anderen ervan dat ze hem moesten helpen. Bij hun reddingsactie verloren Hornet en Prodigy hun superkrachten en verlieten het team.
Hornet dook weer op in “Wolverine” #23, waarin zijn lijk wordt gevonden. Hij leek te zijn gedood door de gehersenspoelde mutant. Hornets lichaam werd aangezien voor dat van Spider-Man, en was onthoofd door Elektra om te voorkomen dat de Hand hem tot leven zou brengen voor hun leger. Hoe Hornet zijn krachten had teruggekregen wis niet bekend. Er zijn zelfs geruchten dat deze dode Hornet niet Eddy McDonough was.

### Krachten
Het Hornet-kostuum had een harnas met vleugels en straalaandrijving zodat Eddie op hoge snelheden kon vliegen. Het pak vergrootte zijn kracht tot bovenmenselijke niveau. Zijn handschoenen bevatten polswapens die angels en laserstralen konden afvuren.

## Referentie
1. ↑  Spider-Woman vol. 1 #31